# バギオ大地震
バギオ大地震（バギオだいじしん）は、フィリピンのバギオで1990年7月16日16時26分に発生したマグニチュード7.8の地震。ルソン島地震（英語: 1990 Luzon earthquake）、1990年フィリピン地震等ともよばれる。

## 断層
この地震により110km以上に及ぶ地震断層が地表に現れ、横ずれは最大で5mに達した。液状化現象、地盤沈下、斜面崩壊が各地で見られ、被災範囲は東西約100km、南北約150kmにわたった。翌17日に逆断層運動によると考えられるモーメントマグニチュード6.4の最大余震が発生した。

## 被害
この地震により1,621人が死亡し、数千人が負傷した。当時のバギオでは最高級のホテルであったハイアット・テラス・ホテルをはじめ、ホテルなどの建築物が多数倒壊した。

## 題材とした作品
- 弘兼憲史著・『課長島耕作』STEP.105の最後からSTEP.106にかけて、フィリピン出向中の主人公・島耕作がこの地震に遭遇し、対応する場面がある。